# Politique européenne des transports ferroviaires
 (septembre 2023).

Carte de la libéralisation ferroviaire dans les différents pays de l'Union européenne en 2013:
À libéraliser
Émergent
En cours de libéralisation
Libéralisé

La politique européenne des transports ferroviaires est lancée en 1991 avec la publication d'une toute première directive : la directive 91/440/CEE. L'objectif de la Commission dans le domaine ferroviaire est de parvenir à une libéralisation et à une régulation du marché.

## Contexte du développement d'une politique ferroviaire européenne
À la naissance de l'Europe, en 1957, la politique européenne des transports terrestres est inscrite à l’agenda européen dès la signature du traité instituant la Communauté économique européenne. Le titre IV lui est consacré, de la même manière que le titre II s’applique à la politique agricole commune. Quelques directives adoptées dans les années 1960 ne donnent aucun effet sur la politique ferroviaire, qui reste du domaine national. La politique commune des Transports ne s'affirmera que beaucoup plus tard, lors de la programmation en 1986 du marché unique. Cette politique aura principalement un effet sur les transports routiers, aériens et maritimes, car ces trois sous-secteurs étaient déjà sortis des obligations de service public depuis les années 1960-1970, ce qui facilitait leur dérégulation par la fin du contingentement entre États. Concernant le transport ferroviaire, il faudra à la Commission européenne plusieurs tentatives avant d’en faire accepter le processus de revitalisation au Conseil des transports puis au Parlement européen.
En 1991, la Commission a constaté que le secteur ferroviaire était en net recul par rapport aux années 1970. Ainsi, la part du fret ferroviaire dans le secteur du fret était passée de 20 % en 1970 à 10,8 % en 2008. Une baisse similaire, bien que de moindre ampleur, a été constatée dans le domaine du transport de passagers, passant de 10,4 % en 1970 à 6,3 % en 2008. Ce déclin fut perçu comme un problème par la Commission pour deux raisons : c'est le moyen de transport le plus écologique et ce secteur peut générer croissance et compétitivité.

## Étapes de mise en œuvre

### 1991: la directive 91/440 relative au développement de chemins de fer communautaires
Elle s'est concrétisée en premier lieu par la directive 91/440/CEE du 29 juillet 1991 qui enjoignait aux États membres de modifier la situation des entreprises ferroviaires sur quatre points :
- assainir leur situation financière pour les rendre compétitives, notamment en réduisant leur endettement ;
- de les rendre indépendantes de l'État en établissant une comptabilité propre à ces entreprises ;
- en ouvrant les réseaux aux entreprises ferroviaires des autres États membres dans certains secteurs (transport combiné et transport international de marchandises).
- séparer la gestion de l'infrastructure ferroviaire de celle de l'exploitation des services de transport, au moins sur le plan comptable, de manière à garantir une plus grande transparence dans l'utilisation des fonds publics.

### 1995: les directives sur les licences et la répartition des sillons
Deux directives nouvelles sont adoptées le 19 juin 1995 :
- la directive 95/18/CE fixe les critères d'attribution des licences aux entreprises ferroviaires européennes[3],
- la directive 95/19/CE définit les conditions de répartition des capacités d'infrastructure ferroviaire[4].

Le délai de transposition par les États membres est de deux ans.

### 1996: un premier Livre blanc
Le premier Livre blanc, titré « Une stratégie pour revitaliser les chemins de fer communautaires », fut publié le 30 juillet 1996 et annonçait une nouvelle stratégie législative de l'Union européenne. Au lieu de directives éparpillées au fil des ans, dorénavant les directives seront proposées par paquet. Ce traitement par bloc permet d'empêcher que le Parlement et/ou le Conseil de l'Union européenne, codécideur, ne déforment les projets en n'adoptant pas ou en enterrant certains aspects.
Les mesures contenues dans ce Livre blanc annonçaient surtout un virage vers davantage de précisions dans l'arsenal législatif. La directive 91/440/CEE était en effet trop vague et très critiquée pour sa non-application. L'objectif, pour qu'une entreprise ferroviaire nouvelle puisse rouler sur des réseaux conçus différemment, est de rendre le plus homogène possible en favorisant notamment l’interopérabilité et l’harmonisation technique.
Afin d'empêcher le déclin du ferroviaire, la Commission propose d'introduire, dans ce Livre blanc, les « forces du marché » dans l'exploitation des lignes. La Commission souligne néanmoins que cette libéralisation ne peut concerner les infrastructures et leur gestion, qui ont vocation à rester des monopoles afin d'éviter la duplication du réseau. Le but de la Commission, en introduisant ces « forces du marché », est de forcer les compagnies à baisser leur prix et à augmenter la qualité du service afin de conserver ses usagers qui, autrement, choisiront une compagnie concurrente.
Les autres aspects du Livre blanc concernait l'assainissement de la situation financière des chemins de fer et les aspects sociaux.

### 2001: le premier paquet dit «Infrastructure»
Il s'agit de trois nouvelles directives adoptées par le Conseil européen le 26 février 2001 et qui devaient être transposées en droit national avant le 15 mars 2003. Ce paquet s'inspirait des insuffisances de la directive 91/440/CEE et du consensus des décideurs sur l'analyse du Livre blanc du 30 juillet 1996 « Une stratégie pour revitaliser les chemins de fer communautaires ». Il comporte trois directives :
- la directive 2001/12/CE modifie la directive 91/440/CEE. Cette directive prévoit l'ouverture de l'accès au réseau transeuropéen de fret ferroviaire (RTEFF), et dans ce but, prévoit des mesures pour éviter toute discrimination dans l'accès à l'infrastructure. Elle impose la séparation des entités assurant l'exploitation des services ferroviaires de celles chargées de gérer l'infrastructure, mais aussi que les fonctions de répartition des capacités ferroviaires, de perception des redevances d'usage de l'infrastructure et de délivrance des licences soient assurées par des organismes indépendants. Elle impose en outre la séparation au moins comptables des activités de transport de voyageurs et de marchandises[11].
- la directive 2001/13/CE modifie la directive 95/18/CE. Elle définit les conditions d'attribution des licences permettant l'exploitation de services de fret ferroviaire sur le RTEFF[12].
- la directive 2001/14/CE remplace la directive 95/19/CE. Elle organise la répartition des capacités ferroviaires, la tarification des « sillons » et la certification en matière de sécurité[13].

Ce premier paquet a fait l'objet en 2006 d'un rapport d'évaluation sur l'état de transposition en droit national réalisée par les États membres. Il apparaît que tous les objectifs n'avaient pas été atteint, notamment concernant l'existence d'un organisme de contrôle indépendant ou les modalités du droit d'accès aux infrastructures. Le Luxembourg était le seul à ne pas avoir encore transposé les directives du premier paquet. Un point noir concernait les subventions croisées entre le transport voyageurs de service public et le transport marchandises pour renforcer la capacité de concurrence du fret. Enfin, la Commission ne semble pas satisfaite de la séparation institutionnelle des gestionnaires d'infrastructures, certains restant « trop liés » – selon elle – à leur ancienne maison mère, artifice permettant à certains États membres de retarder au maximum l'arrivée de nouveaux entrants sur le marché.

### 2001: le second Livre blanc
Le second Livre blanc, intitulé « La politique européenne des transports à l'horizon 2010 : l'heure des choix », comportait un bilan de la situation ferroviaire à cette date et annonçait une nouvelle salve de mesures complémentaires. L'élargissement de mai 2004 est pris en compte dans ce Livre blanc, notamment par la détermination d'infrastructures prioritaires (dites « corridors »), car sans cela, la structure du système de transport européen risquerait de changer.
Pour faire circuler des trains dans cette Europe agrandie, il était nécessaire d'accélérer le processus d'interopérabilité et d'y adjoindre un volet « sécurité » en raison du risque inhérent à la mise en concurrence.

### 2004: le «second paquet ferroviaire»
Il s'agit d'un ensemble de cinq mesures, proposées le 23 janvier 2002 et adopté en avril 2004 par la Commission européenne, qui font suite à la publication du Livre blanc de 2001 évoqué précédemment. Ce paquet avait notamment pour but de préciser une ouverture plus grande du marché fret, prévue in fine pour 2007. Le paquet comprend :
- le règlement n° 881/2004 relatif à l'Agence ferroviaire européenne, qui s'est concrétisé par la création de cette agence le 1er janvier 2005[20],
- la directive 2004/49/CE sur la sécurité ferroviaire,
- la directive 2004/50/CE sur l'interopérabilité ferroviaire,
- la directive 2004/51/CE modifiant la directive 91/440/CEE,
- et une recommandation concernant l'adhésion à la COTIF, un organisme qui gère les relations juridiques entre réseaux d'États.

### 2007: le «troisième paquet ferroviaire»
Le troisième paquet, proposé en 2004 et adopté en 2007, est crucial car il instaure la libéralisation du transport ferroviaire de voyageurs. Ce troisième paquet fut avant tout une exigence non pas de la Commission européenne, mais du Parlement européen (PE), qui exigeait un complément de garanties avant de voter le second paquet. La Commission s'exécuta donc rapidement – sans Livre blanc préalable –, et présenta lesdites « garanties » sous forme d'un troisième paquet, le 3 mars 2004. Satisfait, le PE a ensuite adopté le 2e paquet le mois suivant, en avril 2004.
À noter que la Commission estimait qu'après l'adoption de ce 3e paquet, le cadre réglementaire du secteur ferroviaire serait complet, ce qui n'excluait pas d'autres ajustements dans le futur, en fonction des difficultés apparues sur le terrain.
Ce dernier paquet annonçait les actions suivantes :
- la certification des conducteurs de locomotives ;
- un règlement concernant les droits des passagers ;
- un règlement concernant la qualité des services ferroviaires ;
- une directive sur l'ouverture du marché pour les services de transport de voyageurs.

Cette dernière proposition de libéralisation des services voyageurs fut la plus controversée car touchant au nerf de la guerre, le service public. Dans les allers-retours institutionnels de Bruxelles, le Parlement s'est prononcé en septembre 2005 pour une libéralisation du trafic voyageur uniquement international en 2008, et en totalité pour 2012, provoquant d'importants remous politiques. Le Conseil des ministres du 5 décembre 2005 à Bruxelles calma le jeu en repoussant « l'international » à 2010, et en faisant momentanément l'impasse sur une libéralisation totale des services intérieurs.
En 2006, ce paquet ainsi modifié revenait pour seconde lecture devant le PE. Il est finalement adopté le 23 octobre 2007 tout en étant amputé d’une des quatre directives prévues à l’origine. Furent finalement retenues : 
- la directive 2007/58/CE relative au développement de chemins de fer communautaires, qui prévoit l’ouverture du marché pour le transport international de passagers : « Les entreprises ferroviaires (établies dans un État membre) se voient accorder, au plus tard le 1er janvier 2010, un droit d'accès à l'infrastructure de tous les États membres aux fins de l'exploitation de services internationaux de transport de voyageurs » (article premier, point 8) ;
- la directive 2007/59/CE relative à la certification des conducteurs de locomotives et trains ;
- le règlement (CE) 1371/2007 sur les droits et obligations des voyageurs ferroviaires.

La directive 2007/58/CE concernant l'ouverture à la concurrence du marché voyageur ferroviaire international au 1er janvier 2010 a bien été adoptée. Cette directive autorise la possibilité cabotage, c'est-à-dire la possibilité de prendre ou des déposer des voyageurs dans un même pays. Un train français effectuant la liaison Paris-Milan peut vendre des trajets entre Paris et Chambéry.
Du côté du fret, l'accent est désormais mis sur Rail Net Europe, une association des gestionnaires d'infrastructures. Ceux-ci proposent 11 corridors de référence quadrillant toute l'Europe - Suisse incluse - et proposant un catalogue de sillons horaires aux entreprises ferroviaires demandeuses.

### 2016: le «quatrième paquet ferroviaire»
Le quatrième paquet ferroviaire commence à être étudié par la commission européenne dès 2013, les premières lectures et votes devant intervenir en 2014.
En avril 2016, un accord est trouvé qui porte notamment sur la libéralisation du marché du transport des passagers. Celle-ci sera effective en 2020 pour les lignes nationales, contre 2026 pour les lignes régionales (sera ramené à 2023). Les collectivités locales ou régionales concernées auront cependant le choix d'attribuer directement des contrats de service public.
Le quatrième paquet ferroviaire vise à finaliser l’ouverture à la concurrence des marchés domestiques ferroviaires de l’Union européenne. Il ouvre à la concurrence les services commerciaux de transport ferroviaire de voyageurs (services en libre accès) et rend obligatoire l’attribution après appel d’offres des contrats de service public. Par ailleurs, il harmonise en toute sécurité les conditions d’accès au marché ferroviaire européen des matériels roulants, des entreprises ferroviaires et des gestionnaires d’infrastructure.
Ce quatrième paquet comprend  deux piliers.
Le pilier « technique », qui renforce les pouvoirs de l’Agence ferroviaire européenne basée à Lille et Valenciennes et harmonise les procédures d’autorisation des entreprises ferroviaires et des matériels roulants, revient sur trois actes législatifs par :
- l’établissement d’un nouveau règlement qui abroge le règlement relatif à l'Agence ferroviaire européenne : le règlement n° 2016/796 du Parlement européen et du Conseil du 11 mai 2016 relatif à l’Agence de l’Union européenne pour les chemins de fer et abrogeant le règlement (CE) n° 881/2014 ;
- la révision de la directive relative à l'interopérabilité du système ferroviaire au sein de l'UE : la directive n° 2016/797 du Parlement européen et du Conseil du 11 mai 2016 relative à l’interopérabilité du système ferroviaire au sein de l’Union européenne ;
- la modification de la directive relative à la sécurité ferroviaire : la directive n° 2016/798 du Parlement européen et du Conseil du 11 mai 2016 relative à la sécurité ferroviaire.

Le pilier politique, composé du volet relatif à la gouvernance des groupes ferroviaires et du volet portant sur la concurrence, révise deux instruments législatifs existants et en l'abrogation d'un autre:
- la modification du règlement concernant l'ouverture du marché des services nationaux de transport de voyageurs par chemin de fer - 2013/0028 (COD)
- la révision de la directive établissant un espace ferroviaire unique européen - 2013/0029 (COD)
- l’abrogation du règlement relatif à la normalisation des comptes des entreprises de chemin de fer - 2013/0013 (COD)

Le pilier technique a fait l’objet d’un accord informel en juin 2015, formellement entériné par le Conseil de l’Union européenne en décembre 2015 puis par le Parlement européen en avril 2016. Il a été publié au Journal officiel de l’Union européenne du 26 mai 2016.
Concernant le pilier politique, le Parlement et le Conseil sont parvenus à un accord informel en avril 2016. Celui-ci doit désormais être formellement adopté par les deux instances.
L'objectif du quatrième paquet ferroviaire est d'éliminer les derniers obstacles à la création d'un espace ferroviaire unique européen. La législation proposée vise à réformer le secteur ferroviaire de l'UE de façon à permettre une plus grande interopérabilité des réseaux européens à niveau de sécurité constant et à assurer un traitement équitable et non discriminatoire des nouveaux opérateurs entrant sur les marchés nationaux du transport de voyageurs.
Les propositions qui composent le quatrième paquet ferroviaire poursuivent quatre grands objectifs :
- la simplification et une plus grande transparence des procédures d’autorisation afin de favoriser l’accès des opérateurs au marché en réduisant les coûts et les délais de ces procédures …
- … tout en maintenant le haut niveau de sécurité atteint par le système ferroviaire européen, par l’expertise des autorités nationales de sécurité (l’établissement public de sécurité ferroviaire en France) et la montée en puissance progressive de l’Agence ferroviaire européenne appelée à exercer de nouvelles compétences
- Une gouvernance des groupes ferroviaires permettant d’assurer des règles équitables de concurrence : les règles d’indépendance et d’impartialité du gestionnaire de l’infrastructure vis-à-vis de l’exploitant ferroviaire sont renforcées, afin d’optimiser l’utilisation des infrastructures et d’assurer aux nouveaux entrants un accès non-discriminatoire à celle-ci. Les régulateurs ferroviaires indépendants, garants de cet accès non-discriminatoire, voient à cette occasion leurs pouvoirs de contrôle renforcés.
- L'ouverture des marchés nationaux du transport de voyageurs : les modifications proposées visent à permettre à toute entreprise d’effectuer des services librement organisés partout en Europe et à rendre obligatoire la mise en concurrence pour l’attribution des contrats de service public dans l'UE.

Le 14 décembre 2016  le Parlement européen a adopté le volet « marché » du 4e paquet ferroviaire.
Selon la communication de l'autorité des transports, à partir du 3 décembre 2019, il n’y aura plus de monopole d’État pour les lignes nationales conventionnées (les LGV en France)  et elles pourront être commercialisées par de nouveaux opérateurs à partir de décembre 2020 pour l’horaire de service 2021. Sous le contrôle du régulateur.
Pour les lignes conventionnées nationales et régionales (TET et TER), les autorités organisatrices de transport pourront lancer des appels d’offres dès décembre 2019 si elles le souhaitent. À partir de 2023, cette ouverture à la concurrence sera obligatoire, sauf exceptions. L’attribution directe pourra être maintenue si le réseau ou le marché correspondent à certains critères et si le contrat se traduit par l’amélioration de la qualité de service qui devra être évaluée par une autorité indépendante.

## Conséquence de la libéralisation
Pour engendrer les bénéfices escomptés, l'ouverture à la concurrence doit être accompagnée d'un certain nombre de conditions dictées à la fois par la législation européenne, mais également par le besoin de supprimer les barrières à l'entrée inhérentes au secteur ferroviaire, pour lequel l'intervention de l’État est inévitable. Les exemples britannique, allemand et français en sont une illustration.